# Diodorus scytobrachion
Diodorus scytobrachion è un rettile arcosauro estinto, appartenente ai silesauridi. Visse nel Triassico superiore (Carnico/Norico, circa 216 milioni di anni fa) e i suoi resti fossili sono stati ritrovati in Africa.

## Descrizione
Questo animale doveva essere lungo circa un metro e mezzo, e possedeva un corpo piuttosto snello. Le zampe erano allungate e conferivano all'animale un aspetto elegante. Rispetto ad altri silesauridi, Diodorus era dotato di denti allargati diretti in avanti, con lunghezza decrescente verso la parte anteriore della mandibola. Era inoltre presente una cresta marginale distinta che decorreva parallelamente al margine della fila dentaria inferiore. Diodorus, come tutti i silesauridi, doveva avere un collo allungato, una testa piuttosto piccola e un osso predentale simile a quello dei dinosauri ornitischi.

## Classificazione
Diodorus scytobrachion venne descritto per la prima volta nel 2012, sulla base di resti fossili ritrovati nella formazione Timezgadiouine nel bacino di Argana, in Marocco. Il nome generico è in onore di Diodorus, un re leggendario della popolazione berbera e figlio di Sufax, il fondatore di Tangeri, ma è anche in onore di Diodoro Siculo, uno storico greco del I secolo a.C. che descrisse il Nordafrica. L'epiteto specifico, scytobrachion, si riferisce a Dionysus scytobrachion, che scrisse la storia mitologica del Nordafrica.  
Diodorus è un rappresentante dei silesauridi, un gruppo di dinosauromorfi dalle attitudini erbivore, molto vicini all'origine dei dinosauri. In particolare, secondo un'analisi filogenetica Diodorus è risultato essere uno dei silesauridi più derivati, affine a Sacisaurus del Brasile.